# The Visualise Tour: Live in Concert
The Visualise Tour: Live in Concert este al doilea DVD al cântăreței Delta Goodrem. Acesta a primit cvadruplu disc de platină în Australia.

## Listă
1. "Butterfly"
2. "Mistaken Identity"
3. "Lost Without You"
4. "A Little Too Late"
5. "Not Me, Not I"
6. "Will You Fall for Me"
7. "The Analyst"
8. "Predictable"
9. "Longer"
10. "Electric Storm"
11. "Born to Try"
12. "Last Night on Earth"
13. "Fragile"
14. "Almost Here" - duet cu Brian McFadden
15. "Flying Without Wings" - duet cu Brian McFadden
16. "I Feel the Earth Move"
17. "I Don't Care"
18. "Are You Gonna Be My Girl"
19. "Extraordinary Day"
20. "Be Strong"
21. "Out of the Blue"
22. "Innocent Eyes"

### Lucruri Extra
- Documentar despre Turneu
- Videoclipuri din Concerte:

1. "The Analyst"
2. "Here I Am" (montaj)
3. "A Year Ago Today" (montaj extins)

- "Be Strong" (videoclip)
- Galerie foto